# Ulrika Kalte
Ulrika Kalte, född 19 maj 1970 och uppväxt i Norsborg i Sverige, är en svensk tidigare fotbollsspelare. Hon spelade för Älvsjö AIK, och deltog i svenska landslaget som vid VM 1995 i Sverige åkte ut i kvartsfinal. och slutade på sjätte plats vid den olympiska turneringen i Atlanta.
Hon började spela för Norsborgs FF och blev senare professionell i Japan. då hon efter VM 1995 i Sverige gick till Shiroki FC Serena från Toyokawa.

### Fotnoter
1. ↑  ”Damlandslagsspelare 1973–2017” ( PDF). Svenska Fotbollförbundet. Arkiverad från originalet den 26 mars 2018. https://web.archive.org/web/20180326202526/https://www2.svenskfotboll.se/ImageVault/Images/id_69553/ImageVaultHandler.aspx.
2. ↑  ”Women's World Cup 1995 (Sweden)” (på engelska). RSSSF. 22 mars 1995. http://www.rsssf.com/tablesw/wwc95f.html. Läst 4 november 2014.
3. ↑  ”Ulrika Kalte”. Sveriges olympiska kommitté. Arkiverad från originalet den 18 maj 2012. https://web.archive.org/web/20120518052429/http://www.sok.se/5.b17e0a10832cc6a9a800021608.html. Läst 14 maj 2012.
4. ↑  ”Välkommen till Norsborgs Flickfotboll”. Norsborgs FF. Arkiverad från originalet den 6 december 2012. https://web.archive.org/web/20121206233538/http://norsborgsff.se/index.php/278661. Läst 14 maj 2012.
5. ↑  Fotbollextra 25 1995, 19 oktober 1995